# Fejsze

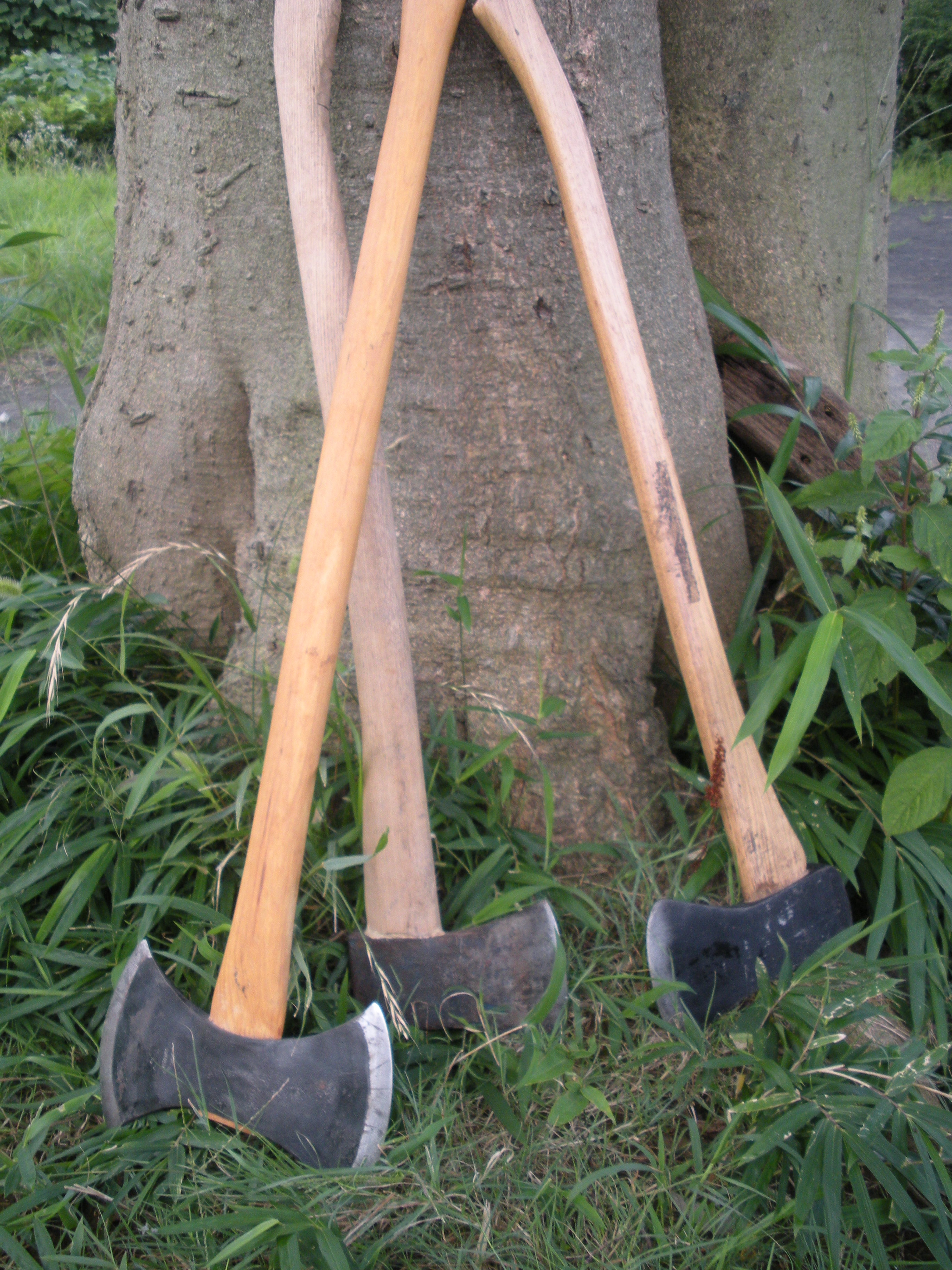
Fejsze

A fejsze ék alakú hasító szerszám. Részei az él és a fok, mely utóbbiban levő üreg a nyél hüvelye. Az ácsfejsze eleven erővel hat és így többnyire két kézre szolgáló hosszabb nyéllel látják el, mely hol egyenes, hol az él síkjában levő görbe szerint hajlik (angol és amerikai fejsze). A fejsze alakja minden országban, sőt egyes vidékeken is más és más. A múltban gyakori heraldikai szimbólum volt. Lásd: bárd (heraldika).
A fatermelésnél használt fejszéknél a cél szerint három fejszenemet különböztetünk meg: a döntő, az ágazó és a hasító fejszét. A döntő fejsze rendeltetése az álló fák levágása, az ágazó fejszéé pedig a ledöntött törzs ágainak eltávolítása. A hasító fejsze, amely a termelt tönkök széthasogatására szolgál, a döntőfejszénél nagyobb súlya, erősebb alkotása, nevezetesen pedig lapos, acélozott foka által, valamint abban különbözik, hogy hatásosabb éket képez.